# R'lyeh

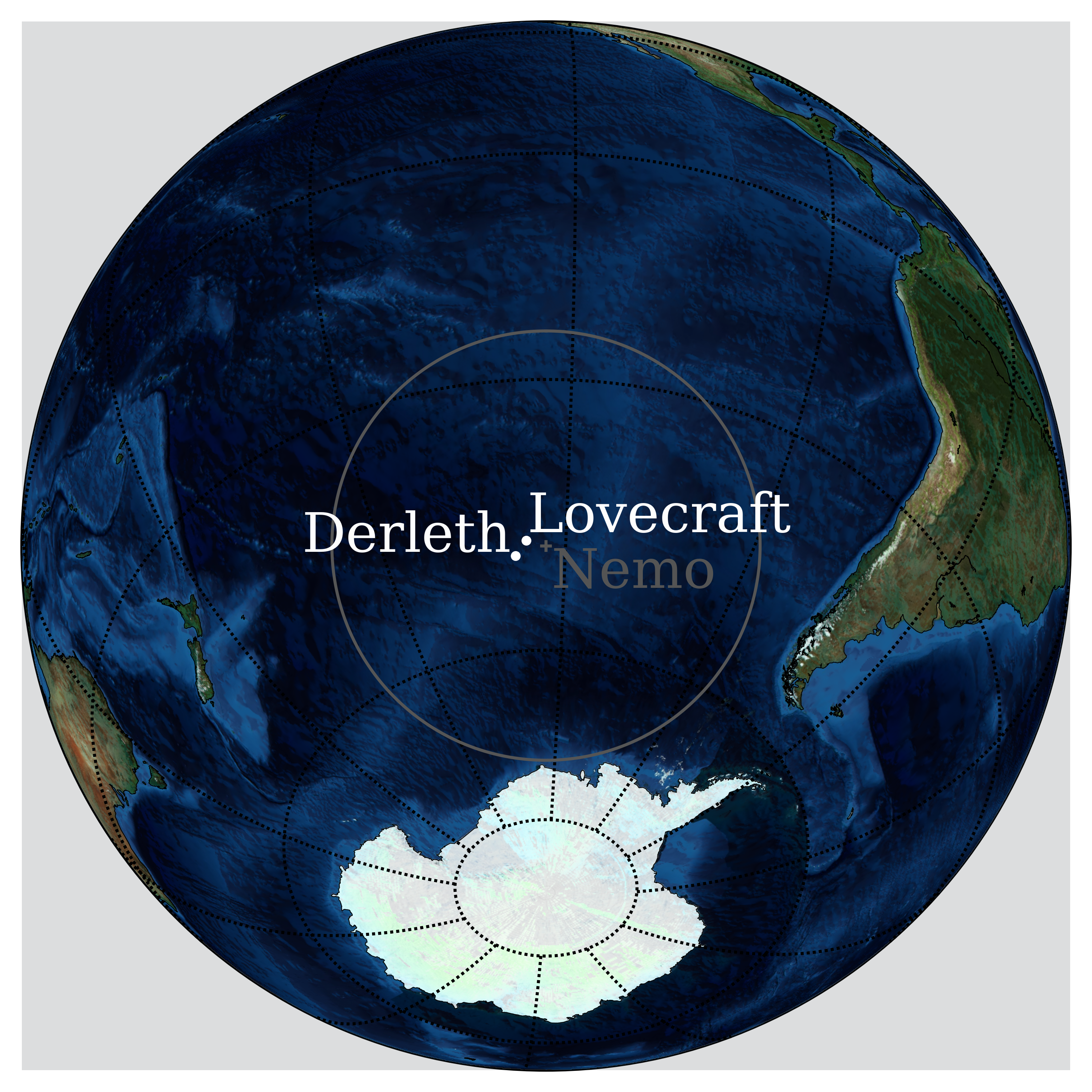
Mapa de la posible localización de R'lyeh, según Lovecraft y según Derleth

R'lyeh (pronunciada Ru-li-eh o Rill-ieh) es una ciudad ficticia creada por H. P. Lovecraft, aparecida por primera vez en su relato La llamada de Cthulhu. Caracterizada por tener una arquitectura basada en una geometría no euclidiana, está hundida en las profundidades del océano Pacífico, donde reside el gran Cthulhu.
Lovecraft la estableció en la latitud 47° 9’ S, longitud 126° 43’ O, pero nunca ha sido investigada. August Derleth usó las coordenadas de latitud 49° 51’ S, longitud 128° 34’ O. Estas coordenadas sitúan la ciudad a 9500 km de Pohnpei (Ponape), a 10 días de navegación en un barco rápido, una isla real de la zona, que consecuentemente juega una parte importante de los mitos de Cthulhu como el origen de la escritura de Ponape, un texto que describe a Cthulhu.
En el conjunto de relatos fantásticos conocidos como los mitos de Cthulhu, desarrollados principalmente en la literatura pulp estadounidense de los años 20 a 40, y cuyo principal precursor fue el propio Lovecraft, la frase litúrgica más utilizada por los adeptos de Cthulhu era «Ph'nglui mglw'nafh Cthulhu R'lyeh wgah'nagl fhtagn», que significa «En su morada de R'lyeh, el muerto Cthulhu espera soñando».
Esta descripción está tomada de la descripción de la R'lyeh en La llamada de Cthulhu:

...llegaron a un litoral de lodo, fango y ciclópea mampostería que no podía ser otra cosa que la sustancia tangible del terror supremo de la tierra: la ciudad cadavérica y de pesadilla de R'lyeh, construida hacía incontables eones por repugnantes figuras que procedian de las estrellas sin luz. Allí yacían el Gran Cthulhu y sus hordas, ocultos bajo bóvedas cubiertas de fango verdoso; enviando de nuevo, tras incalculables ciclos temporales, aquellos pensamientos que extendían el miedo por los sueños de los más sensibles, a la vez que apremiaban a sus fieles a lanzarse en pos de un peregrinaje por su liberación y la restauración de su imperio en la tierra...

"Uno no podía estar seguro de que el mar y el suelo fueran horizontales, de modo que la posición relativa de todo el resto parecía variar fantásticamente. "

...aquel lugar onírico que vio era anormal, no euclidiana y asquerosamente impregnada de sensaciones de otras esferas y dimensiones distintas de la nuestra...